# Hrabstwo East Pilbara
Hrabstwo East Pilbara (Shire of East Pilbara) - jednostka samorządu terytorialnego w stanie Australia Zachodnia. Liczy 379 571 km² powierzchni, co daje mu status największej pod względem terytorium tego typu jednostki w całej Australii.  
Hrabstwo zajmuje niemal 3/4 regionu Pilbara, lecz zamieszkuje go niespełna 20% ludności całego regionu  
Hrabstwo powstało w 1972 w wyniku połączenia istniejących wcześniej Bamboo i Nullagine. Władzę ustawodawczą stanowi rada hrabstwa złożona z dziesięciu radnych. 
Większość powierzchni hrabstwa zajmują tereny pustynne, co sprawia, że mimo swych ogromnych rozmiarów jest zamieszkiwane przez zaledwie 6,5 tysiąca osób (2006). Ośrodkiem administracyjnym jest miasteczko Newman.

## Miejscowości
- Newman
- Jigalong
- Marble Bar
- Nullagine
- Telfer